# Daeurendale
Daeurendale ist der Hauptort des indonesischen Distrikts Landu Leko (Regierungsbezirk Rote Ndao, Provinz Ost-Nusa Tenggara) und bildet ein administratives Dorf. Der Ort liegt im Süden der Halbinsel Tapuafu auf der Insel Roti. Westlich liegt der See Oendui.